# Kilanda kyrka
Kilanda kyrka är en kyrkobyggnad i Ale kommun.  Den tillhör sedan 2008 Starrkärr-Kilanda församling (tidigare Kilanda församling) i Göteborgs stift. 

## Kyrkobyggnaden
Kyrkan ligger i en välbevarad kulturmiljö med prästgård från 1703, två äldre skolbyggnader, fornlämningar och Kilanda säteri omkring 9 km öster om tätorten Älvängen vid Kilandaån. 
Byggnaden från 1200-talet är uppförd i gråsten. Den förlängdes 1703 med ett kor i sten, som ersatte det äldre i trä. En tidigare ingång på sydsidan är igensatt till hälften och bildar nu ett litet fönster. Befintlig ingång togs upp 1688. 
Vid en omfattande restaurering 1895 fick interiören en mörkare färgskala än tidigare. Den vidbyggda sakristian, som tillkom vid en restaurering 1948 är ritad av arkitekten Sigfrid Ericson. Vid samma tillfälle återställdes kyrkans 1700-talskaraktär.
Tornet med två klockor i nyklassisistisk stil tillkom 1805.

## Takmålningar
I det tunnvälvda taket finns målningar utförda 1739 av Ditlof Ross. De modifierades vid 1895 års restaurering av Martin Bernhard Wallström och då övermålades troligen även helvetesskildringen över västläktaren. Ursprungsmålningen togs åter fram 1946-1947. Målningarna har motiv från både paradiset och helvetet. En specialitet för Ross var avbildningar av de pinoredskap med vilka Jesus plågades på korset. Här återges de längs takets långsidor i åtta inramade bilder. 

## Inventarier
- Dopfunten är från 1200-talet och troligen lika gammal som kyrkan.
- Predikstolen tillverkades 1721 av Michael Schmidt.
- Läktarbröstningen är bemålad av Ditlof Ross samtidigt med takmålningarna 1739.
- Glasmålningar utförda 1895 av Reinhold Callmander.
- Altarskulpturen är från 1954 och ritad av Sigfrid Ericson och snidad av Erik Nilsson, Harplinge.
- Altarprydnaden från 1955 är av Erik Nilsson, Harplinge, skuren i ek och 4½ meter hög. I centrum finns som friskulptur en kalvariegrupp, Kristus på korset med Maria och Johannes vid korsets fot.
- Ny bänkinredning anskaffades i samband med restaureringen 1947.

## Orgel
En ny orgel från A. Magnusson Orgelbyggeri AB installerades 1969 och Lindegren Orgelbyggeri AB förändrade dess disposition 2004. Den har sex stämmor fördelade på manual och pedal.

## Övrigt
På en gräsbevuxen kulle bakom kyrkans kor ligger den Ekmanska gravplatsen där 25 medlemmar av göteborgssläkten Ekman är begravda. Denna släkt ägde Kilanda säteri från 1797 till 1958. De flesta gravarna är markerade med svarta gjutjärnskors.
År 1975 var kyrkan och kyrkbyn en av inspelningsplatserna för TV-serien Raskens byggd på Vilhelm Mobergs roman.